# 青い目のロバ
『青い目のロバ』（あおいめのろば、ロシア語: Лурджа Магданы、英語: Magdana's Donkey）は、1956年のソ連の映画。
Z・カバシヴィリの短篇小説『マグダナのルルジヤというロバ』を基に、グルジア・ソビエト社会主義共和国が製作した児童劇作品。1956年度カンヌ映画祭で短篇映画賞を受賞した。
初公開時の邦題は『青い眼のロバ』。

## キャスト
- マグダナ：デドゥハナ・ツェロッゼ（ロシア語版） - 寡婦。
- ソホ：L・モンスチラピシヴィリ - マグダナの長女。
- ミホ：M・バラシヴィリ（ロシア語版） - マグダナの長男。
- カト：ナナ・チクヴィニージェ - マグダナの次女。
- ミトゥア：アカキ・クヴァンタリアーニ（ロシア語版） - 炭鉱夫。
- ヴァノ：カルロ・サカンデリゼ（ロシア語版）
- 村長：アカキ・ヴァサゼ（ロシア語版）

## 日本語吹替
※劇場公開時に制作された。
- 菅井きん
- 大平透
- 二木てるみ
- 竹内照夫
- 鬼笑介
- 千村洋子
- 井上正彦
- 稲川善一

## スタッフ
- 監督：レゾ・チケイジェ、テンギズ・アブラゼ
- 脚本：カルロ・ゴゴージェ
- 撮影：レフ・スーホフ、アレクサンドレ・ディグメーロフィ
- 作曲：A・ケレセリージェ